# Christmas Bullet
Christmas Bullet, sau gọi là Cantilever Aero Bullet (còn gọi là Christmas Strutless Biplane), là một loại máy bay hai tầng cánh của Hoa Kỳ.

## Tính năng kỹ chiến thuật
Dữ liệu lấy từ 
Đặc điểm tổng quát
- Kíp lái: 1
- Chiều dài: 21 ft 0 in (6.40 m)
- Sải cánh: 28 ft 0 in (8.53 m)
- Diện tích cánh: 170 ft2 (15.79 m2)
- Trọng lượng rỗng: 1.820 lb (826 kg)
- Trọng lượng có tải: 2.100 lb (953 kg)
- Động cơ: 1 × Liberty 6, 185 hp ( kW)

Hiệu suất bay
- Vận tốc cực đại: 175 mph (282 km/h)
- Tầm bay: 550 dặm (885 km)
- Trần bay: 14.700 ft (4.481 m)